# Natalie Maines
Natalie Maines (Lubbock, 14 ottobre 1974) è una cantante statunitense.
È figlia del produttore musicale Lloyd Maines e la cantante delle Dixie Chicks, un gruppo di musica country di cui fa parte dal 1995.
Suona diversi strumenti tra cui il pianoforte (studiato dall'età di dodici anni), la chitarra e il basso.
Nel 2000 ha sposato Adrian Pasdar dal quale ha avuto due figli, Jackson Slade Pasdar e Beckett Finn Pasdar.

## Infanzia
Maines è nata a Lubbock in Texas dal musicista country e produttore Lloyd Maines e da Tina May Maines. Ha frequentato la Williams Elementary School a Lubbock, dove Natalie disse al suo insegnante di matematica "Maestro, non ho bisogno di imparare questa roba—Io diventerò una star." La Maines era una cheerleader mentre frequentava la O. L. Slaton Junior High School.Si diplomò nel 1992 alla Lubbock High School, dove faceva parte di un coro.
Dopo aver completato le scuole superiori, decise di andare al college. Ha trascorso due semestri alla West Texas A&M dove i suoi studi si concentravano prevalentemente sulla radio. Poi studiò per un anno e mezzo al South Plains College. Uno dei suoi istruttori, nonché ex membro dei The Maines Brothers Band, Cary Banks, ricordò che "Lei amava soprattutto rock'n'roll, rhythm and blues ... alternative rock." Nel dicembre del 1994, Maines fece richiesta ed ottenne una borsa di studio per il Berklee College of Music. Però lasciò il college prima di completare gli studi.

## Carriera
La prima pubblicazione che vedeva la presenza della Maines fu l'album di debutto di Pat Green, Dancehall Dreamer, prodotto da suo padre Lloyd Maines, uscito nel 1995. Alla fine di quell'anno entrò a far parte di un gruppo country composto solo da donne, le Dixie Chicks, formatosi nel 1989, ma che ebbe successo solo a livello locale. La Maines rimpiazzo la cantante Laura Lynch. Inoltre nei concerti suona anche chitarra e basso.
La Maines scrisse quattro canzoni per i primi tre album della band, tra cui la canzone "Without You" dell'album Fly, che conquistò il primo posto nella classifica Hot Country Singles & Tracks di Billboard. La Maines è stata la principale autrice di tutte le canzoni dell'album del 2006 della band, Taking the Long Way che arrivo al primo posto nella classifica Billboard 200. Taking the Long Way comprende il singolo entrato nella Billboard Hot 100, raggiungendo la quarta posizione, "Not Ready to Make Nice" (Maines, Strayer, Erwin, Wilson) e per il quale la band ha vinto il Grammy Award alla canzone dell'anno. La Maines considerò il processo di scrittura dell'album Taking the Long Way come "pura terapia" dopo le controversie nate dopo un commento che avrebbe fatto sul palco a Londra criticando il presidente degli Stati Uniti George W. Bush. "Tutto sembrava molto più personale questa volta", ha detto la Maines riguardo all'album, "C'è più maturità, profondità ed intelligenza."
La Maines ha collaborato con altri artisti, sia come membro delle Dixie Chicks sia come solista. Le Dixie Chicks hanno suonato con Sheryl Crow nel 1999 durante un concerto del tour Lilith Fair. Da quel momento, le Dixie Chicks hanno lavorato con Sheryl Crow sul suo album Sheryl Crow and Friends: Live from Central Park, su una versione remixata della canzone "Landslide" cantata dal gruppo, e sulla canzone delle Dixie Chicks "Favorite Year" dell'album Taking the Long Way. La Maines ha suonato con diversi artisti tra cui Pat Green, Charlie Robison, Yellowcard, Stevie Nicks, Patty Griffin, Neil Diamond, Eddie Vedder, Pete Yorn e Ben Harper.
La Maines è un'amica di Howard Stern ed è apparsa diverse volte nel suo show.
Il 7 maggio 2013 la Maines ha pubblicato un album solista chiamato Mother. Questo fu il suo primo album dalla pausa con il suo gruppo iniziata nel 2007. L'album fu co-prodotto da Ben Harper. Contiene diverse cover della cantante tra cui "Mother" dei Pink Floyd, "Without You" di Eddie Vedder e "Lover, You Should've Come Over" di Jeff Buckley. I temi dell'album sono maternità, femminismo e relazioni dolorose e complicate.

## Opere filantropiche
La Maines ha partecipato a diverse raccolte fondi ed eventi. Includono:
- Legendary Bingo (23 agosto 2007): la Maines ha partecipato al "Legendary Bingo", un bingo negli Stati Uniti condotto da drag queen che si tiene settimanalmente a Los Angeles. I ricavati dall'evento vengono donati in beneficenza; quando la Maines ha partecipato, il ricavato è stato donato a "Voice for the Animals Foundation".[13]
- St. Jude Benefit (12 giugno 2008): la Maines ha partecipato a "Scrabble Under The Stars" a Beverly Hills in California. L'evento serviva come supporto finanziario al St. Jude Children's Research Hospital.[14]
- David Lynch Foundation: la Maines con le Dixie Chicks era la principale artista alla serata di beneficenza in onore di Rick Rubin al Beverly Wilshire Hotel nel febbraio del 2014.[15]

## Discografia

### Solista

#### Album In Studio
| Titolo | Dettagli                                                 |
| ------ | -------------------------------------------------------- |
| Mother | - Data di pubblicazione: 7 maggio 2013 - Etichetta: Sony |

#### Singoli
| Anno | Singolo     | Album  |
| ---- | ----------- | ------ |
| 2013 | Without You | Mother |